# Joshua King
Joshua Christian Kojo King (Oslo, 15 gennaio 1992) è un calciatore norvegese, attaccante dell'Al-Khaleej.

## Biografia
King è nato ad Oslo, da padre gambiano e madre norvegese, origini che lo accomunano al connazionale John Carew. Crebbe in un sobborgo della capitale, Romsås.

## Carriera

### Club

#### Gli inizi
King iniziò a giocare a calcio nel Romsås, entrando nella formazione giovanile del club all'età di 6 anni. Nel 2006, il quattordicenne attaccante passò al Vålerenga, senza collezionare presenze in prima squadra. L'anno seguente, fu notato dagli osservatori del Manchester United durante un'edizione del programma di scuola calcio estiva gestito da Ole Gunnar Solskjær.

#### L'approdo in Inghilterra

##### Gli esordi nel Manchester United
King firmò per i Red Devils il 16 gennaio 2008, debuttando per la formazione Under-18 il 29 marzo, in una sconfitta per 5-1 contro i pari età del Sunderland. Cominciò la stagione successiva realizzando 4 reti in altrettanti incontri per la squadra Under-17, contribuendo in questo modo al successo nell'edizione annuale della Milk Cup. Giocò anche 2 incontri all'inizio della Premier Academy League 2008-2009, prima che un infortunio lo costrinse a restare lontano dai campi fino al gennaio successivo.
Il 31 gennaio 2009, due incontri dopo il suo rientro, segnò una doppietta nel successo per 5-0 sul Bolton. La settimana successiva fu in panchina in un incontro valido per la Manchester Senior Cup contro lo Stockport County, prima di debuttare, tre giorni dopo, nella formazione delle riserve sostituendo Robert Brady in una gara di Premier Reserve League contro il Bolton. Rimase fuori per un mese a causa di un infortunio, ma recuperò in tempo per giocare l'ultima parte del campionato Under-18, nel quale il Manchester United si classificò al secondo posto, 19 punti dietro ai vincitori del Manchester City.
All'inizio della stagione seguente, King scese in campo in sostituzione di Zoran Tošić nella finale del Lancashire Senior Cup, nel successo per 1-0 sul Bolton. Fu poi titolare nelle prime tre gare della squadra riserve e le sue prestazioni furono ricompensate con un posto in panchina per il terzo turno della Football League Cup 2009-2010 contro il Wolverhampton, in data 23 settembre 2009. Gli fu assegnata la maglia numero 41 ed entrò in campo in sostituzione del match winner Danny Welbeck, a circa dieci minuti dal termine della sfida. Nonostante avesse avuto due possibilità per incrementare il vantaggio della sua squadra, la partita si concluse con il punteggio di 1-0.

##### Il prestito a Preston
Il 7 agosto 2010 firmò un contratto di prestito dalla durata trimestrale con il Preston North End, compagine di Championship, diventando il 1000º calciatore della storia del club e raggiungendo l'ex compagno di squadra Matthew James, anch'egli in squadra con la formula del prestito. Debuttò il giorno successivo, sostituendo Paul Hayes nella sconfitta per 2-0 del Preston contro il Doncaster.
Il primo gol per la nuova squadra arrivò nel suo secondo incontro, valido per il primo turno della Football League Cup 2010-2011 e giocato contro lo Stockport County: dopo essere entrato in campo al posto di Chris Brown, raccolse un rinvio del suo portiere Andrew Lonergan e batté l'estremo difensore avversario, fissando il punteggio sul definitivo 5-0. Poco prima, fornì l'assist per la rete del momentaneo 4-0, siglato da Paul Hayes.

##### L'esperienza al Borussia Mönchengladbach
Ad agosto 2011, King passò in prestito al Borussia Mönchengladbach. L'accordo tra i due club fu annunciato dal direttore sportivo del club tedesco, Max Eberl, in occasione di un meeting dei dirigenti della squadra del 29 maggio, ma il trasferimento fu momentaneamente bloccato da un infortunio all'inguine del calciatore, che richiese un'operazione. L'accordo fu ufficializzato il 22 luglio, mentre i suoi termini restarono privati. La felice conclusione del negoziato, però, fu soggetta ad esami medici da eseguire su King in data 1º agosto. Sbrigata questa formalità, si allenò a parte dal 2 agosto, per essere aggregato ai compagni poco dopo.
Il calciatore esordì nella Bundesliga il 19 agosto, subentrando a Mike Hanke nella vittoria per 4-1 del suo Borussia sul Wolfsburg. Il 5 gennaio 2012 tornò al Manchester United, a causa di alcuni problemi fisici.

##### Il prestito all'Hull City
Il 16 gennaio 2012 passò allora in prestito allo Hull City, per il resto della stagione. Il 21 gennaio, debuttò con questa casacca: sostituì Liam Rosenior nella vittoria per 0-1 sul campo del Reading. Il 9 aprile, realizzò l'unica rete per i Tigers: contribuì al successo per 2-1 sul Middlesbrough.

##### Il ritorno allo United e il passaggio al Blackburn
A fine stagione, fece ritorno al Manchester United. Il 20 novembre 2012, giocò la prima partita in Champions League: subentrò infatti a Danny Welbeck nella sconfitta per 1-0 in casa del Galatasaray. Pochi giorni dopo, precisamente il 22 novembre, passò in prestito al Blackburn, fino al gennaio successivo. Il 2 gennaio 2013, il Blackburn ne acquistò il cartellino a titolo definitivo.

#### Bournemouth ed Everton
Il 28 maggio 2015, in scadenza di contratto, firma un contratto triennale con il Bournemouth, club neopromosso in Premier League.
Il 1º febbraio 2021, dopo cinque stagioni e mezzo con la maglia dei rossoneri, si trasferisce all'Everton, scegliendo la maglia numero 11.

#### Watford
Il 9 luglio 2021 si accasa da svincolato al Watford, con cui firma un biennale.

#### Fenerbahçe
Il 13 luglio 2022 viene acquistato dal Fenerbahçe.

#### Tolosa
Il 29 agosto 2024 viene acquistato dal Tolosa.
Al-Khaleej
Il 16 luglio 2025 passa all'Al-Khaleej.

### Nazionale
King, per via del doppio passaporto, può giocare sia per la Nazionale norvegese che per quella gambiana. Il calciatore dichiarò però di aver scelto la selezione scandinava e di aver rifiutato diverse chiamate dal Gambia. Debuttò nella Norvegia under 21 il 2 giugno 2011, quando fu schierato titolare nella sconfitta per 4-1 contro la Svezia under 21. Il 6 settembre dello stesso anno, segnò la prima rete e contribuì al successo per 2-0 sull'Islanda under 21, in un incontro valido per le qualificazioni al campionato europeo di categoria del 2013, sbagliando anche un calcio di rigore che gli avrebbe valso la doppietta.
Il 3 settembre 2012, fu inserito per la prima volta tra i convocati della Nazionale maggiore. Il 7 settembre, così, poté effettuare il suo esordio quando subentrò a Mohammed Abdellaoue nella sconfitta per 2-0 contro l'Islanda. Il 16 ottobre successivo, realizzò la prima rete per la Nazionale maggiore, contribuendo alla vittoria per 1-3 su Cipro.
Il 7 maggio 2013, fu incluso nella lista provvisoria consegnata all'UEFA dal commissario tecnico Tor Ole Skullerud in vista del campionato europeo Under-21 2013. Il 22 maggio, il suo nome comparve tra i 23 calciatori scelti per la manifestazione. La selezione norvegese superò la fase a gironi, per poi venire eliminata dalla Spagna under 21 in semifinale. In base al regolamento, la Norvegia ricevette la medaglia di bronzo in ex aequo con l'Olanda Under-21, altra semifinalista battuta.

## Statistiche

### Presenze e reti nei club
Statistiche aggiornate al 20 maggio 2025.
| Stagione              | Club                  | Campionato            | Campionato | Campionato | Coppe nazionali | Coppe nazionali | Coppe nazionali | Coppe continentali | Coppe continentali | Coppe continentali | Supercoppe | Supercoppe | Supercoppe | Totale | Totale |
| Stagione              | Club                  | Comp                  | Pres       | Reti       | Comp            | Pres            | Reti            | Comp               | Pres               | Reti               | Comp       | Pres       | Reti       | Pres   | Reti   |
| --------------------- | --------------------- | --------------------- | ---------- | ---------- | --------------- | --------------- | --------------- | ------------------ | ------------------ | ------------------ | ---------- | ---------- | ---------- | ------ | ------ |
| 2009-2010             | Manchester Utd        | PL                    | 0          | 0          | FACup+CdL       | 0+1             | 0+0             | UCL                | 0                  | 0                  | CS         | 0          | 0          | 1      | 0      |
| ago.-dic. 2010        | Preston N.E.          | FLC                   | 8          | 0          | FACup+CdL       | 0+2             | 0+1             | -                  | -                  | -                  | -          | -          | -          | 10     | 1      |
| gen.-giu. 2011        | Manchester Utd        | PL                    | 0          | 0          | FACup+CdL       | 0+0             | 0+0             | UCL                | 0                  | 0                  | CS         | 0          | 0          | 0      | 0      |
| 2011-gen. 2012        | Borussia M'bach       | BL                    | 2          | 0          | CG              | 0               | 0               | -                  | -                  | -                  | -          | -          | -          | 2      | 0      |
| gen.-giu. 2012        | Hull City             | FLC                   | 18         | 1          | FACup+CdL       | 1+0             | 0+0             | -                  | -                  | -                  | -          | -          | -          | 19     | 1      |
| ago.-nov. 2012        | Manchester Utd        | PL                    | 0          | 0          | FACup+CdL       | 0+0             | 0+0             | UCL                | 1                  | 0                  | -          | -          | -          | 1      | 0      |
| Totale Manchester Utd | Totale Manchester Utd | Totale Manchester Utd | 0          | 0          |                 | 1               | 0               |                    | 1                  | 0                  |            | 0          | 0          | 2      | 0      |
| nov. 2012-2013        | Blackburn             | FLC                   | 16         | 2          | FACup+CdL       | 4+0             | 0+0             | -                  | -                  | -                  | -          | -          | -          | 20     | 2      |
| 2013-2014             | Blackburn             | FLC                   | 32         | 2          | FACup+CdL       | 2+1             | 0               | -                  | -                  | -                  | -          | -          | -          | 35     | 2      |
| 2014-2015             | Blackburn             | FLC                   | 16         | 1          | FACup+CdL       | 2+1             | 3+0             | -                  | -                  | -                  | -          | -          | -          | 19     | 4      |
| Totale Blackburn      | Totale Blackburn      | Totale Blackburn      | 64         | 5          |                 | 10              | 3               |                    | -                  | -                  |            | -          | -          | 74     | 8      |
| 2015-2016             | Bournemouth           | PL                    | 31         | 6          | FACup+CdL       | 2+2             | 1+0             | -                  | -                  | -                  | -          | -          | -          | 35     | 7      |
| 2016-2017             | Bournemouth           | PL                    | 36         | 16         | FACup+CdL       | 0               | 0               | -                  | -                  | -                  | -          | -          | -          | 36     | 16     |
| 2017-2018             | Bournemouth           | PL                    | 33         | 8          | FACup+CdL       | 0+1             | 0+1             | -                  | -                  | -                  | -          | -          | -          | 34     | 9      |
| 2018-2019             | Bournemouth           | PL                    | 35         | 12         | FACup+CdL       | 0+3             | 0               | -                  | -                  | -                  | -          | -          | -          | 39     | 12     |
| 2019-2020             | Bournemouth           | PL                    | 26         | 6          | FACup+CdL       | 0+1             | 0               | -                  | -                  | -                  | -          | -          | -          | 26     | 6      |
| 2020-gen. 2021        | Bournemouth           | FLC                   | 12         | 0          | FACup+CdL       | 2+0             | 3               | -                  | -                  | -                  | -          | -          | -          | 14     | 3      |
| Totale Bournemouth    | Totale Bournemouth    | Totale Bournemouth    | 173        | 48         |                 | 11              | 5               |                    | -                  | -                  |            | -          | -          | 184    | 53     |
| gen.-giu. 2021        | Everton               | PL                    | 11         | 0          | FACup+CdL       | 0+0             | 0               | -                  | -                  | -                  | -          | -          | -          | 11     | 0      |
| 2021-2022             | Watford               | PL                    | 32         | 5          | FACup+CdL       | 0+1             | 0               | -                  | -                  | -                  | -          | -          | -          | 33     | 5      |
| 2022-2023             | Fenerbahçe            | SL                    | 16         | 4          | TK              | 4               | 2               | UCL+UEL            | 2+5                | 0+1                | -          | -          | -          | 27     | 7      |
| 2023-2024             | Fenerbahçe            | SL                    | 16         | 2          | TK              | 2               | 0               | UECL               | 9                  | 3                  | -          | -          | -          | 27     | 5      |
| Totale Fenerbahce     | Totale Fenerbahce     | Totale Fenerbahce     | 32         | 6          |                 | 6               | 2               |                    | 16                 | 4                  |            | -          | -          | 54     | 12     |
| 2024-2025             | Tolosa                | L1                    | 28         | 6          | CF              | 2               | 0               | -                  | -                  | -                  | -          | -          | -          | 30     | 6      |
| Totale carriera       | Totale carriera       | Totale carriera       | 368        | 71         |                 | 34              | 11              |                    | 17                 | 4                  |            | 0          | 0          | 419    | 86     |

### Cronologia presenze e reti in nazionale
| Cronologia completa delle presenze e delle reti in nazionale ― Norvegia | Cronologia completa delle presenze e delle reti in nazionale ― Norvegia | Cronologia completa delle presenze e delle reti in nazionale ― Norvegia | Cronologia completa delle presenze e delle reti in nazionale ― Norvegia | Cronologia completa delle presenze e delle reti in nazionale ― Norvegia | Cronologia completa delle presenze e delle reti in nazionale ― Norvegia | Cronologia completa delle presenze e delle reti in nazionale ― Norvegia | Cronologia completa delle presenze e delle reti in nazionale ― Norvegia |
| Data                                                                    | Città                                                                   | In casa                                                                 | Risultato                                                               | Ospiti                                                                  | Competizione                                                            | Reti                                                                    | Note                                                                    |
| ----------------------------------------------------------------------- | ----------------------------------------------------------------------- | ----------------------------------------------------------------------- | ----------------------------------------------------------------------- | ----------------------------------------------------------------------- | ----------------------------------------------------------------------- | ----------------------------------------------------------------------- | ----------------------------------------------------------------------- |
| 7-9-2012                                                                | Reykjavík                                                               | Islanda                                                                 | 2 – 0                                                                   | Norvegia                                                                | Qual. Mondiali 2014                                                     | -                                                                       | 66’                                                                     |
| 11-9-2012                                                               | Oslo                                                                    | Norvegia                                                                | 2 – 1                                                                   | Slovenia                                                                | Qual. Mondiali 2014                                                     | -                                                                       | 46’                                                                     |
| 12-10-2012                                                              | Berna                                                                   | Svizzera                                                                | 1 – 1                                                                   | Norvegia                                                                | Qual. Mondiali 2014                                                     | -                                                                       | 64’                                                                     |
| 16-10-2012                                                              | Larnaca                                                                 | Cipro                                                                   | 1 – 3                                                                   | Norvegia                                                                | Qual. Mondiali 2014                                                     | 1                                                                       | 46’                                                                     |
| 22-3-2013                                                               | Oslo                                                                    | Norvegia                                                                | 0 – 1                                                                   | Albania                                                                 | Qual. Mondiali 2014                                                     | -                                                                       | 62’                                                                     |
| 7-6-2013                                                                | Tirana                                                                  | Albania                                                                 | 1 – 1                                                                   | Norvegia                                                                | Qual. Mondiali 2014                                                     | -                                                                       | 70’                                                                     |
| 14-8-2013                                                               | Solna                                                                   | Svezia                                                                  | 4 – 2                                                                   | Norvegia                                                                | Amichevole                                                              | -                                                                       | 73’                                                                     |
| 6-9-2013                                                                | Oslo                                                                    | Norvegia                                                                | 2 – 0                                                                   | Cipro                                                                   | Qual. Mondiali 2014                                                     | 1                                                                       | 64’                                                                     |
| 10-9-2013                                                               | Oslo                                                                    | Norvegia                                                                | 0 – 2                                                                   | Svizzera                                                                | Qual. Mondiali 2014                                                     | -                                                                       | 68’                                                                     |
| 27-5-2014                                                               | Saint-Denis                                                             | Francia                                                                 | 4 – 0                                                                   | Norvegia                                                                | Amichevole                                                              | -                                                                       | 63’                                                                     |
| 31-5-2014                                                               | Oslo                                                                    | Norvegia                                                                | 1 – 1                                                                   | Russia                                                                  | Amichevole                                                              | -                                                                       | 71’                                                                     |
| 3-9-2014                                                                | Londra                                                                  | Inghilterra                                                             | 1 – 0                                                                   | Norvegia                                                                | Amichevole                                                              | -                                                                       | 76’                                                                     |
| 9-9-2014                                                                | Oslo                                                                    | Norvegia                                                                | 0 – 2                                                                   | Italia                                                                  | Qual. Euro 2016                                                         | -                                                                       |                                                                         |
| 10-10-2014                                                              | Ta' Qali                                                                | Malta                                                                   | 0 – 3                                                                   | Norvegia                                                                | Qual. Euro 2016                                                         | 2                                                                       | 75’                                                                     |
| 13-10-2014                                                              | Oslo                                                                    | Norvegia                                                                | 2 – 1                                                                   | Bulgaria                                                                | Qual. Euro 2016                                                         | -                                                                       | 58’                                                                     |
| 8-6-2015                                                                | Oslo                                                                    | Norvegia                                                                | 0 – 0                                                                   | Svezia                                                                  | Amichevole                                                              | -                                                                       | 46’                                                                     |
| 12-6-2015                                                               | Oslo                                                                    | Norvegia                                                                | 0 – 0                                                                   | Azerbaigian                                                             | Qual. Euro 2016                                                         | -                                                                       | 79’                                                                     |
| 10-10-2015                                                              | Oslo                                                                    | Norvegia                                                                | 2 – 0                                                                   | Malta                                                                   | Qual. Euro 2016                                                         | -                                                                       | 76’                                                                     |
| 13-10-2015                                                              | Roma                                                                    | Italia                                                                  | 2 – 1                                                                   | Norvegia                                                                | Qual. Euro 2016                                                         | -                                                                       | 60’                                                                     |
| 29-5-2016                                                               | Porto                                                                   | Portogallo                                                              | 3 – 0                                                                   | Norvegia                                                                | Amichevole                                                              | -                                                                       | 86’                                                                     |
| 1-6-2016                                                                | Oslo                                                                    | Norvegia                                                                | 3 – 2                                                                   | Islanda                                                                 | Amichevole                                                              | -                                                                       | 45’ 53’                                                                 |
| 5-6-2016                                                                | Bruxelles                                                               | Belgio                                                                  | 3 – 2                                                                   | Norvegia                                                                | Amichevole                                                              | 1                                                                       | 81’                                                                     |
| 31-8-2016                                                               | Oslo                                                                    | Norvegia                                                                | 0 – 1                                                                   | Bielorussia                                                             | Amichevole                                                              | -                                                                       | 46’                                                                     |
| 4-9-2016                                                                | Oslo                                                                    | Norvegia                                                                | 0 – 3                                                                   | Germania                                                                | Qual. Mondiali 2018                                                     | -                                                                       | 49’ 72’                                                                 |
| 8-10-2016                                                               | Baku                                                                    | Azerbaigian                                                             | 1 – 0                                                                   | Norvegia                                                                | Qual. Mondiali 2018                                                     | -                                                                       | 61’                                                                     |
| 11-10-2016                                                              | Oslo                                                                    | Norvegia                                                                | 4 – 1                                                                   | San Marino                                                              | Qual. Mondiali 2018                                                     | 1                                                                       |                                                                         |
| 11-11-2016                                                              | Praga                                                                   | Rep. Ceca                                                               | 2 – 1                                                                   | Norvegia                                                                | Qual. Mondiali 2018                                                     | 1                                                                       |                                                                         |
| 26-3-2017                                                               | Belfast                                                                 | Irlanda del Nord                                                        | 2 – 0                                                                   | Norvegia                                                                | Qual. Mondiali 2018                                                     | -                                                                       |                                                                         |
| 1-9-2017                                                                | Oslo                                                                    | Norvegia                                                                | 2 – 0                                                                   | Azerbaigian                                                             | Qual. Mondiali 2018                                                     | 1                                                                       |                                                                         |
| 4-9-2017                                                                | Stoccarda                                                               | Germania                                                                | 6 – 0                                                                   | Norvegia                                                                | Qual. Mondiali 2018                                                     | -                                                                       |                                                                         |
| 5-10-2017                                                               | Serravalle                                                              | San Marino                                                              | 0 – 8                                                                   | Norvegia                                                                | Qual. Mondiali 2018                                                     | 2                                                                       | 62’                                                                     |
| 2-6-2018                                                                | Reykjavík                                                               | Islanda                                                                 | 2 – 3                                                                   | Norvegia                                                                | Amichevole                                                              | 1                                                                       | 73’                                                                     |
| 6-6-2018                                                                | Oslo                                                                    | Norvegia                                                                | 1 – 0                                                                   | Panama                                                                  | Amichevole                                                              | 1                                                                       | 46’                                                                     |
| 6-9-2018                                                                | Oslo                                                                    | Norvegia                                                                | 2 – 0                                                                   | Cipro                                                                   | UEFA Nations League 2018-2019 - 1º turno                                | -                                                                       | 90’                                                                     |
| 9-9-2018                                                                | Sofia                                                                   | Bulgaria                                                                | 1 – 0                                                                   | Norvegia                                                                | UEFA Nations League 2018-2019 - 1º turno                                | -                                                                       |                                                                         |
| 13-10-2018                                                              | Oslo                                                                    | Norvegia                                                                | 1 – 0                                                                   | Slovenia                                                                | UEFA Nations League 2018-2019 - 1º turno                                | -                                                                       |                                                                         |
| 16-10-2018                                                              | Oslo                                                                    | Norvegia                                                                | 1 – 0                                                                   | Bulgaria                                                                | UEFA Nations League 2018-2019 - 1º turno                                | -                                                                       |                                                                         |
| 23-3-2019                                                               | Valencia                                                                | Spagna                                                                  | 2 – 1                                                                   | Norvegia                                                                | Qual. Euro 2020                                                         | 1                                                                       |                                                                         |
| 26-3-2019                                                               | Oslo                                                                    | Norvegia                                                                | 3 – 3                                                                   | Svezia                                                                  | Qual. Euro 2020                                                         | 1                                                                       |                                                                         |
| 7-6-2019                                                                | Oslo                                                                    | Norvegia                                                                | 2 – 2                                                                   | Romania                                                                 | Qual. Euro 2020                                                         | -                                                                       |                                                                         |
| 5-9-2019                                                                | Oslo                                                                    | Norvegia                                                                | 2 – 0                                                                   | Malta                                                                   | Qual. Euro 2020                                                         | 1                                                                       | 32’ 58’                                                                 |
| 8-9-2019                                                                | Solna                                                                   | Svezia                                                                  | 1 – 1                                                                   | Norvegia                                                                | Qual. Euro 2020                                                         | -                                                                       |                                                                         |
| 12-10-2019                                                              | Oslo                                                                    | Norvegia                                                                | 1 – 1                                                                   | Spagna                                                                  | Qual. Euro 2020                                                         | 1                                                                       | 42’                                                                     |
| 15-10-2019                                                              | Bucarest                                                                | Romania                                                                 | 1 – 1                                                                   | Norvegia                                                                | Qual. Euro 2020                                                         | -                                                                       |                                                                         |
| 15-11-2019                                                              | Oslo                                                                    | Norvegia                                                                | 4 – 0                                                                   | Fær Øer                                                                 | Qual. Euro 2020                                                         | -                                                                       | 78’                                                                     |
| 18-11-2019                                                              | Ta' Qali                                                                | Malta                                                                   | 1 – 2                                                                   | Norvegia                                                                | Qual. Euro 2020                                                         | 1                                                                       | 89’                                                                     |
| 4-9-2020                                                                | Oslo                                                                    | Norvegia                                                                | 1 – 2                                                                   | Austria                                                                 | UEFA Nations League 2020-2021 - 1º turno                                | -                                                                       | 64’                                                                     |
| 7-9-2020                                                                | Belfast                                                                 | Irlanda del Nord                                                        | 1 – 5                                                                   | Norvegia                                                                | UEFA Nations League 2020-2021 - 1º turno                                | -                                                                       | 71’                                                                     |
| 8-10-2020                                                               | Oslo                                                                    | Norvegia                                                                | 1 – 2 dts                                                               | Serbia                                                                  | Qual. Euro 2020                                                         | -                                                                       | 66’                                                                     |
| 11-10-2020                                                              | Oslo                                                                    | Norvegia                                                                | 4 – 0                                                                   | Romania                                                                 | UEFA Nations League 2020-2021 - 1º turno                                | -                                                                       | 78’                                                                     |
| 14-10-2020                                                              | Oslo                                                                    | Norvegia                                                                | 1 – 0                                                                   | Irlanda del Nord                                                        | UEFA Nations League 2020-2021 - 1º turno                                | -                                                                       | 62’ 65’                                                                 |
| 24-3-2021                                                               | Gibilterra                                                              | Gibilterra                                                              | 0 – 3                                                                   | Norvegia                                                                | Qual. Mondiali 2022                                                     | -                                                                       | 62’                                                                     |
| 27-3-2021                                                               | Malaga                                                                  | Norvegia                                                                | 0 – 3                                                                   | Turchia                                                                 | Qual. Mondiali 2022                                                     | -                                                                       | 67’                                                                     |
| 30-3-2021                                                               | Podgorica                                                               | Montenegro                                                              | 0 – 1                                                                   | Norvegia                                                                | Qual. Mondiali 2022                                                     | -                                                                       | 80’                                                                     |
| 4-9-2021                                                                | Riga                                                                    | Lettonia                                                                | 0 – 2                                                                   | Norvegia                                                                | Qual. Mondiali 2022                                                     | -                                                                       | 88’                                                                     |
| 7-9-2021                                                                | Oslo                                                                    | Norvegia                                                                | 5 – 1                                                                   | Gibilterra                                                              | Qual. Mondiali 2022                                                     | -                                                                       | 63’                                                                     |
| 13-11-2021                                                              | Oslo                                                                    | Norvegia                                                                | 0 – 0                                                                   | Lettonia                                                                | Qual. Mondiali 2022                                                     | -                                                                       | 46’                                                                     |
| 16-11-2021                                                              | Rotterdam                                                               | Paesi Bassi                                                             | 2 – 0                                                                   | Norvegia                                                                | Qual. Mondiali 2022                                                     | -                                                                       | 74’                                                                     |
| 29-3-2022                                                               | Oslo                                                                    | Norvegia                                                                | 9 – 0                                                                   | Armenia                                                                 | Amichevole                                                              | 3                                                                       |                                                                         |
| 2-6-2022                                                                | Belgrado                                                                | Serbia                                                                  | 0 – 1                                                                   | Norvegia                                                                | UEFA Nations League 2022-2023 - 1º turno                                | -                                                                       | 46’                                                                     |
| 5-6-2022                                                                | Solna                                                                   | Svezia                                                                  | 1 – 2                                                                   | Norvegia                                                                | UEFA Nations League 2022-2023 - 1º turno                                | -                                                                       | 74’                                                                     |
| 9-6-2022                                                                | Oslo                                                                    | Norvegia                                                                | 0 – 0                                                                   | Slovenia                                                                | UEFA Nations League 2022-2023 - 1º turno                                | -                                                                       | 46’                                                                     |
| Totale                                                                  |                                                                         | Presenze                                                                | 62                                                                      |                                                                         | Reti                                                                    | 20                                                                      |                                                                         |

## Palmarès
- Coppa di Turchia: 1

Fenerbahçe: 2022-2023